# Izotopy pierwiastków pierwszego okresu
| Procesy jądrowe | Procesy jądrowe                      |
| --------------- | ------------------------------------ |
| α               | rozpad alfa (emisja jądra helu)      |
| β−              | rozpad beta minus (emisja elektronu) |
| β+              | rozpad beta plus (emisja pozytonu)   |
| p               | emisja protonu                       |
| n               | emisja neutronu                      |

Izotopy pierwiastków pierwszego okresu – artykuł przedstawia listę znanych izotopów pierwszego okresu układu okresowego pierwiastków.

## 1Izotopy wodoru
| Izotop | T1/2             | Energia rozpadu w MeV | Spin / Parzystość | Typ rozpadu (%) |
| ------ | ---------------- | --------------------- | ----------------- | --------------- |
| 1H     | stabilny         | stabilny              | 1⁄2+              | –               |
| 2H (D) | stabilny         | stabilny              | 1+                | –               |
| 3H (T) | 12,32(2) lat     |                       | 1⁄2+              | β−              |
| 4H     | 1,39(10)×10−22 s | 4,6(9)                | 2−                | n               |
| 5H     | >9,1×10−22 s ?   |                       | (1⁄2+)            | 2n              |
| 6H     | 2,90(70)×10−22 s | 1,6(4)                | 2−                | 3n, 4n          |
| 7H     | 2,3(6)×10−23 s   |                       | 1⁄2+              | 4n              |

## 2Izotopy helu
| Izotop | T1/2            | Energia rozpadu w MeV | Spin / Parzystość | Typ rozpadu (%)                       |
| ------ | --------------- | --------------------- | ----------------- | ------------------------------------- |
| 2He    | ≪ 10−9 s        |                       | 0(+)              | p (>99,99%), β+ (<0,01%)              |
| 3He    | stabilny        | stabilny              | 1/2+              | –                                     |
| 4He    | stabilny        | stabilny              | 0+                | –                                     |
| 5He    | 700(30)×10−24 s |                       | 3/2−              | n                                     |
| 6He    | 806,7(15) ms    |                       | 0+                | β− (99,99%); β−/ α (2,8×10−4%)        |
| 7He    | 2,9(5)×10−21 s  | 0,159(28)             | (3/2)−            | n                                     |
| 8He    | 119,0(15) ms    |                       | 0+                | β− (83,1%); β−/n (16,0%); β−/rs(0,9%) |
| 9He    | 7(4)×10−21 s    |                       | 1/2(−)            | n                                     |
| 10He   | 2,7(18)×10−21 s |                       | 0+                | 2n                                    |